# 불한당: 나쁜 놈들의 세상
"불한당: 나쁜 놈들의 세상"은 2017년에 개봉한 대한민국의 영화이다.

## 줄거리
교도소에서 범죄조직의 1인자를 노리는 재호(설경구 분)와 세상 무서운 것 없는 패기 넘치는 신참 현수(임시완 분)는 끈끈한 의리를 다져간다.
재호와 현수는 출소 후 권력을 차지하기 위해 의기투합하던 중, 두 사람의 마음 속 깊은 곳에 숨겨왔던 야망이 조금씩 드러나게 된다.
그리고 서로에 대해 새로운 사실을 알게 되면서 그들의 관계는 흔들리기 시작한다.

## 캐스팅
- 설경구 : 한재호 역
- 임시완 : 조현수 역
- 김희원 : 고병갑 역
- 전혜진 : 천인숙 팀장 역
- 이경영 : 고병철 역
- 문지윤 : 영근 역
- 장인섭 : 민철 역
- 김지훈 : 정식 역
- 박수영 : 장 목사 역
- 이고르 N. 매스로브 : 게가드 역
- 남기애 : 현수 모 역
- 최병모 : 최 선장 역
- 진선규 : 보안계장 역
- 김익태 : 조동기 청장 역
- 이지훈 : 오 검사 역
- 알렉산드르 세르게에비치 : 니꼴라이 역
- 홍인 : 방개 역
- 최준영 : 용찬 역
- 고봉구 : 호열 역
- 아이다 애스트랜드 : 나타샤 역
- 이태검 : 병갑부하 1 역
- 김세준 : 병갑부하 2 역
- 곽진석 : 재호패거리 1 역
- 윤영균 : 재호패거리 2 역
- 이시훈 : 재호패거리 3 역
- 박형우 : 재호패거리 4 역
- 조병천 : 재호패거리 5 역
- 김기호 : 정식패거리 1 역
- 서태성 : 정식패거리 2 역
- 강홍렬 : 정식패거리 3 역
- 박광재 : 2미터 거구남 역
- 박영웅 : 형사 1 역
- 이승찬 : 형사 2 역
- 문진식 : 형사 3 역
- 김원식 : 담배 재소자 역
- 김봉조 : 보안과 교도관 역
- 김예은 : 카페 셀카녀 1 역
- 이동용 : 냉동창고 관리자 역
- 권방현 : 최선장 사무실 아주머니 역
- 양현민 : 조사관 역
- 김성곤 : 영치품 교도관 역
- 이규호 : 짝짝이 재소자 1 역
- 김현철 : 근육질 재소자 역
- 박동민 : 근육질 재소자 역
- 주현수 : 근육질 재소자 역
- 박유현 : CRPT 역
- 박준혁 : CRPT 역
- 박지호 : CRPT 역
- 안성봉 : CRPT 역
- 이주경 : CRPT 역
- 정기욱 : CRPT 역
- 강민구 : 취장 재호 패거리 역
- 김대근 : 취장 재호 패거리 역
- 김현창 : 취장 재호 패거리 역
- 이정호 : 취장 재호 패거리 역
- 임병석 : 취장 재호 패거리 역
- 강성윤 : 오세안무역 중역 역
- 김성준 : 오세안무역 중역 역
- 박세정 : 오세안무역 중역 역
- 유영복 : 오세안무역 중역 역
- 최병국 : 오세안무역 중역 역
- 김지훈 : 꼬마 건달 역
- 이원겸 : 꼬마 건달 역
- 최성환 : 꼬마 건달 역
- 한영주 : 꼬마 건달 역
- 김민성 : 인솔 교도관 역
- 권윤구 : 신입 재소자 역
- 김성강 : 신입 재소자 역
- 노상현 : 신입 재소자 역
- 이태환 : 신입 재소자 역
- 장원진 : 신입 재소자 역
- 나석민 : 성한 패거리 역
- 이서준 : 성한 패거리 역
- 이준석 : 성한 패거리 역
- 조기태 : 성한 패거리 역
- 지승룡 : 성한 패거리 역
- 원근수 : 짝짝이 재소자 역
- 조태규 : 짝짝이 재소자 역
- 윤준희 : 포수 조직원 역
- 박정규 : 인천거리 젊은사내들 역
- 양현석 : 인천거리 젊은사내들 역
- 이설민 : 인천거리 젊은사내들 역
- 조현겸 : 인천거리 젊은사내들 역
- 최재원 : 인천거리 젊은사내들 역
- 곽정한 : 인천거리 형사 / 독항선 형사 역
- 남성현 : 인천거리 형사 / 독항선 형사 역
- 문장우 : 인천거리 형사 / 독항선 형사 역
- 백천기 : 인천거리 형사 / 독항선 형사 역
- 이용재 : 인천거리 형사 / 독항선 형사 역
- 조희성 : 인천거리 형사 / 독항선 형사 역
- 이찬희 : 인천거리 경찰 역
- 임휘진 : 인천거리 경찰 역
- 권욱락 : 경찰 간부 역
- 김미영 : 경찰 간부 역
- 신성훈 : 경찰 간부 역
- 이영호 : 경찰 간부 역
- 임용순 : 경찰 간부 역
- 서윤하 : 회의실 사무관 역
- 임여은 : 카페 셀카녀 3 역
- 민상오 : 사고전달 교도관 역
- 마성민 : 최선장 패거리 역
- 권용식 : 최선장 패거리 역
- 김산성 : 최선장 패거리 역
- 김진문 : 최선장 패거리 역
- 류대식 : 최선장 패거리 역
- 봉신주 : 최선장 패거리 역
- 손윤한 : 최선장 패거리 역
- 김용 : 오세안무역 조직원 역
- 김태인 : 오세안무역 조직원 역
- 김태환 : 오세안무역 조직원 역
- 조셉 : 오세안무역 조직원 역
- 박바울 : 오세안무역 조직원 역
- 신재민 : 오세안무역 조직원 역
- 유선호 : 오세안무역 조직원 역
- 이서경 : 오세안무역 조직원 역
- 이정우 : 오세안무역 조직원 역
- 정연훈 : 오세안무역 조직원 역
- 최현종 : 오세안무역 조직원 역
- 김태정 : 러시안 클럽녀 역
- 든이 : 러시안 클럽녀 역
- 이은비 : 러시안 클럽녀 역
- 이연주 : 러시안 클럽녀 역
- 임효은 : 러시안 클럽녀 역
- 박정주 : 활주로 형사 역
- 박노찬 : 활주로 형사  역
- 김말구 : 바닷가 조직원 역
- 최영민 : 바닷가 조직원 역
- 류기산 : VIP룸 조직원 역
- 염진권 : VIP룸 조직원 역
- 이동영 : VIP룸 조직원 역
- 이인규 : VIP룸 조직원 역
- 하정호 : VIP룸 조직원 역
- 신상민 : 응급실 의사 역
- 조영지 : 응급실 간호사 역
- 강청명 : 목욕탕 조직원 역
- 신선호 : 목욕탕 조직원 역
- 양명수 : 목욕탕 조직원 역
- 유현재 : 목욕탕 조직원 역
- 이오준 : 목욕탕 조직원 역
- 고동형 : 경찰 특공대 역
- 김상철 : 경찰 특공대 역
- 김세환 : 경찰 특공대 역
- 김윤호 : 경찰 특공대 역
- 김춘심 : 경찰 특공대 역
- 김한별 : 경찰 특공대 역
- 김희 : 경찰 특공대 역
- 손주환 : 경찰 특공대 역
- 양한슬 : 경찰 특공대 역
- 이성교 : 경찰 특공대 역
- 임용수 : 경찰 특공대 역
- 정종락 : 경찰 특공대 역
- 최두엽 : 경찰 특공대 역
- 최선웅 : 경찰 특공대 역
- 최형욱 : 경찰 특공대 역
- 홍대영 : 경찰 특공대 역
- 홍준우 : 경찰 특공대 역
- 황윤성 : 경찰 특공대 역
- 앨리셔 율도쉐프 : 게가드 조직원 역
- 크레이그 스미스 : 게가드 조직원 역
- 가브리엘 바예호 : 게가드 조직원 역
- 이브겐 살리에크 : 게가드 조직원 역
- 제이슨 넬슨 : 게가드 조직원 역
- 홀리오 로드리게스 : 게가드 조직원 역
- 켄 피벤 : 게가드 조직원 역
- 마르코 테시오레 : 게가드 조직원 역
- 팀 릭스 : 게가드 조직원 역
- 김성오 : 정승필 역 (우정출연)
- 신소율 : 오세안무역 광고 미녀 1 역 (우정출연)
- 김보미 : 오세안무역 광고 미녀 2 역 (우정출연)
- 이미소 : 오세안무역 광고 미녀 3 역 (우정출연)
- 허준호 : 김성한 역 (특별출연)

## 수상
- 2017년 제26회 부일영화상 남우조연상 (김희원)
- 2017년 제54회 대종상 남우주연상 (설경구)
- 2017년 제1회 더 서울어워즈 인기상 (임시완)
- 2017년 제37회 한국영화평론가협회상 남우주연상 (설경구)
- 2017년 제37회 한국영화평론가협회상 여우조연상 (전혜진)
- 2017년 제37회 한국영화평론가협회상 10대 영화상
- 2017년 제38회 청룡영화상 촬영조명상 (조형래 (촬영), 박정우 (조명))
- 2017년 제38회 청룡영화상 청정원 인기스타상 (설경구)
- 2017년 제4회 한국영화제작가협회상 남우조연상 (김희원)
- 2017년 제4회 한국영화제작가협회상 촬영상 (조형래)
- 2017년 제4회 한국영화제작가협회상 조명상 (박정우)